# ルキウス・カッシウス・ロンギヌス
ルキウス・カッシウス・ロンギヌス（ラテン語: Lucius Cassius Longinus、-紀元前107年）は、紀元前2世紀後期の共和政ローマの政治家・軍人。紀元前107年に執政官（コンスル）を務めたが、同年に戦死した。

## 出自
ロンギヌスはプレブス（平民）であるカッシウス氏族の出身。共和政初期にカッシウス氏族から執政官が出ているが、これらはパトリキ（貴族）系である。プレブス系カッシウス氏族が歴史に登場するのは第一次ポエニ戦争の頃で、その後共和政後期になると、氏族の中から重要な公職に就任するものが出てきた。紀元前171年の執政官ガイウス・カッシウス・ロンギヌス が氏族としては最初の執政官であり、ロンギヌスというコグノーメン（第三名、個人名）が確認できる最初の人物でもある。
カピトリヌスのファスティによると、ロンギヌスの父のプラエノーメン（第一名、個人名）はルキウス、祖父は不明である。歴史学者G. サムナーは、紀元前127年の執政官ルキウス・カッシウス・ロンギヌス・ラウィッラ を父、また紀元前96年の執政官ガイウス・カッシウス・ロンギヌスを弟と考えている。

## 経歴
現存する資料にロンギヌスが最初に登場するのは紀元前111年のことである。このとき彼はプラエトル（法務官）であった。丁度ヌミディアとの間にユグルタ戦争が勃発していたが、執政官ルキウス・カルプルニウス・ベスティアはヌミディア王ユグルタとの間に、敵に有利な条約を締結した。元老院はこの条約の批准を拒否し、ベスティアとマルクス・アエミリウス・スカウルスの行動を調査すると共に、ロンギヌスをヌミディアに派遣しユグルタをローマに召喚するよう求めた。もともとヌミディアはローマの同盟国であり、ロンギヌスが身の安全を保証したことから、ユグルタはローマに赴いた。しかしながら護民官ガイウス・バエビウスがユグルタの発言を認めなかった。
紀元前107年、ロンギヌスはガイウス・マリウスと共に執政官に就任する。マリウスはヌミディアに渡り、ロンギヌスはガリア・トランサルピナ属州の防衛を担当することとなった。ガリアにはゲルマン人のキンブリ族が侵攻してきていた。ガリア人のヘルウェティイ族はキンブリ族と同盟を結び、ガリア南西部に移動することを承諾した。このヘルウェティイ族の一部が、ディウィックという人物に率いられてジュラ山脈を超え、ローマの支配地域を通過してガロンヌ川沿いのアジャンに到達した。そこには、ロンギヌス率いるローマ軍が待ち受けていた（但し、オロシウスはロンギヌスがディウィックを海まで追跡したとしている）
両軍は激突するが、戦闘に関しては断片的な情報しか残っておらず、また信頼性にかけるものもある。ローマ軍は待ち伏せ攻撃に会い、ロンギヌスは元執政官ルキウス・カルプルニウス・ピソ・カエソニヌスと共に戦死した。ローマ軍も甚大な損害を被った。ローマの残存部隊はガイウス・ポッピリウス・レナトゥスに率いられて一旦野営地に退却し、それまでに得ていた戦利品の半分と捕虜全員を引き渡すことで合意し、戦場を離脱した。アッピアノスは（サムニウム戦争のカウディウムの屈辱と同じように）くびきの下を一人ひとり屈んでくぐらされたとしているが、これは疑わしい。

## 子孫
G.サムナーによれば、ロンギヌスの息子は、紀元前89年の護民官ルキウス、紀元前73年の執政官ガイウス、クイントゥスの三人がいた。この場合、ロンギヌスの孫（執政官ガイウスの子）は、カエサルの暗殺者の一人であるガイウス・カッシウス・ロンギヌスである可能性がある。

## 参考資料

### 古代の資料
- アッピアノス『ローマ史』
- カピトリヌスのファスティ
- ティトゥス・リウィウス『ローマ建国史』
- オロシウス『異教徒に反論する歴史』
- ガイウス・サッルスティウス・クリスプス『ユグルタ戦記』

### 研究書
- Korolenkov A., Smykov E. Sulla. - M .: Molodaya gvardiya, 2007 .-- 430 p. - ISBN 978-5-235-02967-5 .
- Mommsen T. History of Rome. - Rostov-on-Don: Phoenix, 1997 .-- T. 2. - 640 p. - ISBN 5-222-00047-8 .
- Broughton R. Magistrates of the Roman Republic. - New York, 1951. - Vol. I. - P. 600.
- Münzer F. Cassius // Paulys Realencyclopädie der classischen Altertumswissenschaft . - 1899. - Bd. IV, 1. - S. 1678.

M*ünzer F. Cassius 62 // Paulys Realencyclopädie der classischen Altertumswissenschaft . - 1899. - Bd. IV, 1. - S. 1738.
- Sumner G. Orators in Cicero's Brutus: prosopography and chronology. - Toronto: University of Toronto Press, 1973 .-- 197 p. - ISBN 9780802052810 .